# Sam Rayburn (Texas)
Sam Rayburn è un census-designated place degli Stati Uniti d'America situato nella contea di Jasper dello Stato del Texas.
La popolazione era di 1.181 persone al censimento del 2010.
Si trova sulla sponda meridionale della Sam Rayburn Reservoir, allo svincolo tra la Texas Road Recreational 255 e la Farm to Market Road 1007.